# Gustav Schürger
Gustav Schürger (ur. 4 stycznia 1908  w Norymberdze, zm. 10 czerwca 1969 tamże) – niemiecki piłkarz wodny, lekarz internista, wicemistrz olimpijski z Berlina.
Występował w bawarskim klubie 07 Norymberga. Był członkiem kadry podczas Mistrzostw Europy w 1927, nie zdobył jednak medalu. Na Mistrzostwach Europy w 1934 powrócił do reprezentacji zdobywając srebrny medal po przegranym finale z reprezentacją Węgier.
Znalazł się w składzie reprezentacji Niemiec, która w 1936 zdobyła srebrny medal na olimpiadzie w Berlinie. Rozegrał 6 spotkań.

## Dalsze losy
Studiował medycynę w Erlangen i praktykował jako lekarz internista w Norymberdze - Wöhrd. Podczas II wojny światowej był wykorzystywany jako lekarz. Został poważnie ranny w wyniku trafienia bombą w szpitalu, na skutek czego stracił wzrok. Z pomocą asystenta medycznego kontynuował swoją generalną praktykę po wojnie, dopóki jego młodszy syn Walter nie przejął jego spraw w 1963 roku.